# Psalidopodoidea
Psalidopodoidea is een superfamilie van kreeftachtigen uit de klasse van de Malacostraca (hogere kreeftachtigen).

## Familie
- Psalidopodidae Wood-Mason (in Wood-Mason & Alcock, 1892)